# Salvador Sanpere
Salvador Antonio Sanpere Tarragona (ur. 1 listopada 1938 w Barcelonie) – strzelec z Wysp Dziewiczych Stanów Zjednoczonych, olimpijczyk. 
Brał udział w Letnich Igrzyskach Olimpijskich 1972 (Monachium). Startował w konkurencji karabinu małokalibrowego z trzech postaw (50 m), w której to zajął ostatnie, 69. miejsce.

## Wyniki olimpijskie
| Igrzyska | Konkurencja                               | Wynik | Miejsce | Źródło |
| -------- | ----------------------------------------- | --- | ------- | ------ |
| IO 1972  | Karabin małokalibrowy, trzy postawy, 50 m | Leżąc - 368 punktów (94-89-92-93) Klęcząc - 297 punktów (73-78-74-72) Stojąc - 314 punktów (79-83-71-81) Łącznie - 979 punktów | 69.     | [ 1 ]  |